# 清水磨崖仏
座標: 北緯31度25分2秒 東経130度25分17.8秒 / 北緯31.41722度 東経130.421611度

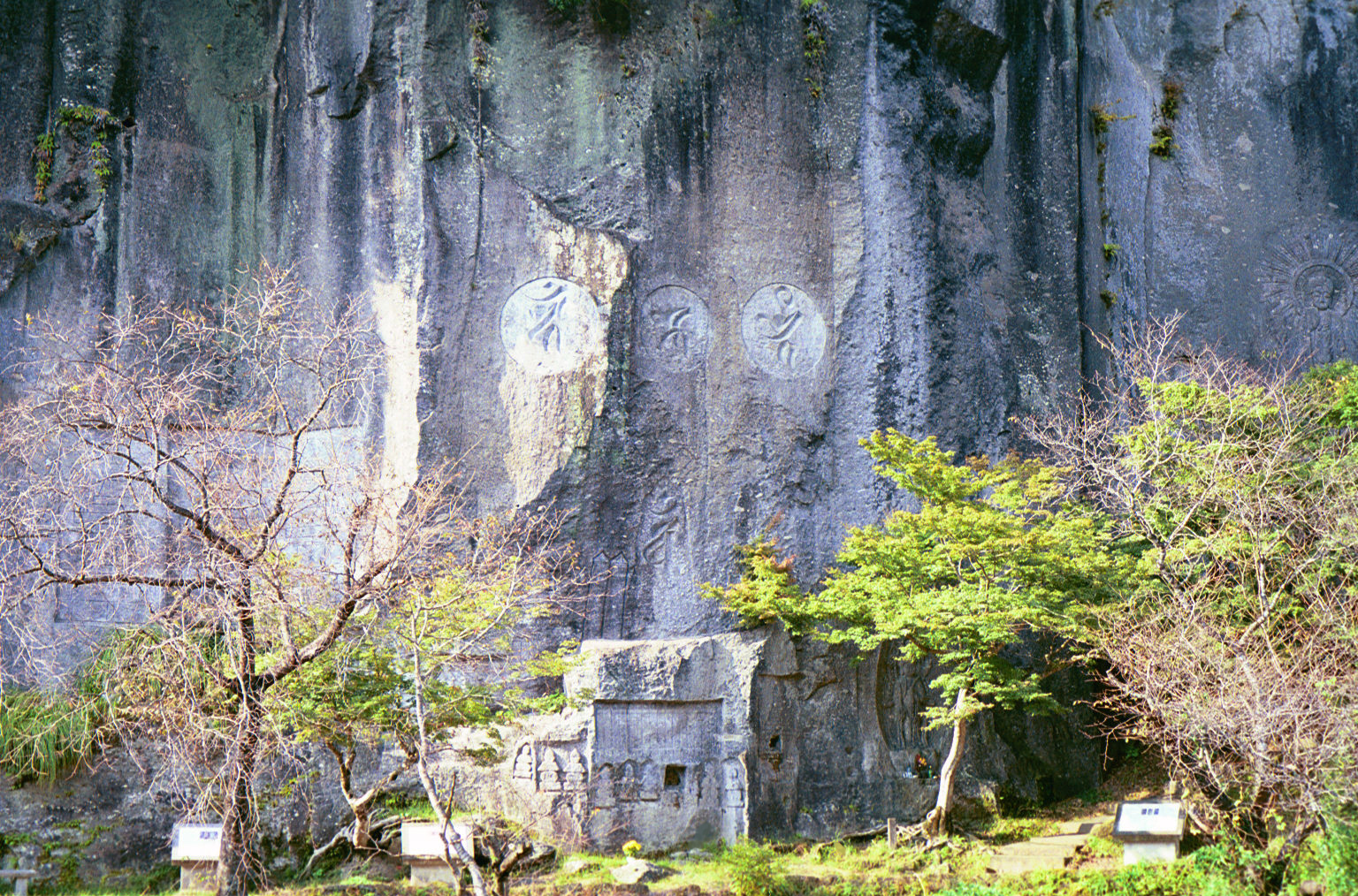
上に「月輪大梵字」、その下に板碑、五輪塔など

清水磨崖仏（きよみずまがいぶつ）は鹿児島県南九州市にある仏教遺跡。「磨崖仏」と言う名前ではあるが仏像はほとんど掘られておらず、五輪塔、梵字、お経の板碑が多いのが特徴である。
最も古いものは平安時代末期頃製作と考えられており、最も新しいのは明治28年（1895年）、吉田順道が地元の石工・木原三之助に注文して掘らせた宝篋印塔、十一面観音像、阿弥陀如来像である。
最大の物は平安時代末期頃に掘られた「大五輪塔」で、高さ11mであり日本最大である。現在肉眼では確認できないが、赤外線調査によりこの五輪塔の周囲に5000字以上の梵字が更に線刻されていたことが明らかになった。他に弘長4年（1264年）銘「月輪大梵字」、永仁4年（1296年）銘「宝筺印塔」3基、文明5年（1473年）銘の板碑などがある。
現在、磨崖仏のある辺りは岩屋公園として整備されている。